# ویل آیتکن
ویل آیتکن (انگلیسی: Will Aitken) یک رمان‌نویس اهل ایالات متحده آمریکا است.